# الجمعية النووية الأوروبية
الجمعية النووية الأوروبية منذ تأسيسها في عام 1975، نمت الجمعية النووية الأوروبية لتصبح أكبر مجتمع في أوروبا للعلوم والهندسة والبحوث لدعم الصناعة النووية.

## الأعضاء
تتكون عضوية الجمعية النووية الأوروبية من جمعيات نووية وطنية من 22 دولة أوروبية، بالإضافة إلى إسرائيل.
ضمن العضوية، يوجد أيضًا ممثلون لأصحاب المصلحة لشركات التكنولوجيا والبحوث النووية، مع حوالي 60 عضوًا من الشركات.

## المهام
وجدت الجمعية النووية الأوروبية لتعزيز النهوض بالاستخدامات السلمية للطاقة النووية على المستوى الدولي، وتشجيع التواصل بين الدول وتيسير الاجتماعات لدعم التواصل العالمي في الشؤون العلمية والتقنية.
كما تدعم الجمعية النووية الأوروبية التعليم والتدريب في الهندسة النووية، وتشجع التوحيد الدولي في الصناعة النووية، وتنسق أنشطة منظمات الأعضاء وتطور الخبرات والقدرات اللازمة لمستقبل هذه الصناعة. يتمثل أحد أنشطة الجمعية النووية الأوروبية في تنظيم المؤتمرات وورش العمل، مما يوفر منصة للمنتديات الدولية لتبادل المعرفة والخبرات والأفكار والتطورات العلمية.